# Раджа Бени Меллал
«Раджа Бени Меллал» (араб. نادي الرجاء الملالي‎) — марокканский футбольный клуб из города Бени-Меллаль. Выступает в Чемпионате Марокко (Ботола). Основан в 1956 году. Домашние матчи проводит на стадионе Муниципальный стадион Бени-Меллаль, вмещающем 8 000 зрителей.

## Достижения
- Чемпион Марокко (1):

1973/74

## Международные выступления
- Кубок чемпионов Магриба:

Финалист : 1975